# Yutaka Niida
Yutaka Niida (jap. 新井田 豊, Niida Yutaka; * 2. Oktober 1978 in Yokohama, Japan) ist ein ehemaliger japanischer Boxer im Strohgewicht. 

## Profikarriere
Im Jahre 1996 begann er erfolgreich seine Profikarriere. Am 25. August 2001 boxte er gegen Chana Porpaoin um den Weltmeistertitel des Verbandes WBA und gewann nach Punkten. Diesen Gürtel verlor er allerdings bereits in seiner ersten Titelverteidigung im Juli 2003 an Noel Arambulet.
Am 3. Juli des darauf folgenden Jahres wurde er zum zweiten Mal WBA-Weltmeister, als er Noel Arambulet im Rückkampf nach Punkten bezwang. Diesmal verteidigte Niida den Titel sieben Mal hintereinander und verlor ihn am 15. September im Jahre 2008 gegen Roman Gonzalez durch technischen K. o. in Runde 4.
Nach dieser Niederlage beendete Niida seine Karriere.